# Heterobelba zikani
Heterobelba zikani är en kvalsterart som beskrevs av Sellnick 1922. Heterobelba zikani ingår i släktet Heterobelba och familjen Heterobelbidae. Inga underarter finns listade i Catalogue of Life.